# Teodor Pròdrom (canonista)
Teodor Pròdrom (en llatí Theodorus Prodromus,  Θεόδωρος) fou un escriptor romà d'Orient de lleis canòniques, que va escriure el llibre titulat ἐξήγησις (Exegesi) sobre els canons del concilis, repetidament esmentada com a font per Nicolau Comnè Papadopoli i altres autors antics.
Va viure molt abans que Teodor Balsamó però l'època no es pot precisar. Fabricius l'esmenta com τὸν τῶν ἱερῶν κανόνων πρῶτον σαφηνιστήν, autor d'una exposició de cànons i himnes apropiats pels diumenges, però en un altre moment assigna l'obra a Teodor Pròdrom (monjo).